# 耶律夷列
辽仁宗耶律夷列（1137年—1163年），辽德宗耶律大石和感天皇后蕭塔不煙之子，承天太后耶律普速完之兄，西辽第二位皇帝与第三任君主，在位13年。

## 生平
耶律大石去世后，其子耶律夷列约7岁，因其年幼遗诏命皇后萧塔不烟临朝称制，改元咸清，称感天皇后。萧塔不烟在位7年后，还政于子耶律夷列。
1150年，耶律夷列即位，改元续兴（辽史记「绍兴」，根据出土钱币或为「续兴」）。耶律夷列在位期间普查首都虎思斡耳朵内畿18岁以上成年男子的人口，共84500户。1156年，西喀喇汗国大汗伊卜拉欣三世与葛逻禄军队长官艾亚尔伯克发生冲突，双方在饥饿草原发生战争，伊卜拉欣三世战败被暴尸荒野，其子阿里·本·哈桑继任，称恰格雷汗。恰格雷汗随后对葛逻禄人展开报复，杀死其首领比古汗。葛逻禄的拉钦伯克和比古汗之子向花剌子模求助，而恰格雷汗则向西辽求援。耶律夷列派土库曼·伊列克-伊卜拉欣·本·阿赫马德率军1万前去救援，双方隔粟特河对峙。经撒马尔罕的宗教人士调节，双方签订合约，恰格雷汗恢复了葛逻禄首领的军事职务，双方撤军（後來西遼把葛邏祿人安置在阿力麻里單獨管理）。
耶律夷列在位13年，于1163年去世，庙号仁宗。由于其子耶律直魯古年幼，遗诏命其妹耶律普速完临朝称制，改元崇福，称承天太后。

## 家庭成員
- 父親：耶律大石
- 母親：蕭塔不煙
- 妹：耶律普速完
- 子女
  - 長子：耶律□[8]
  - 次子：耶律直魯古[8]